# 朱亶𡺊

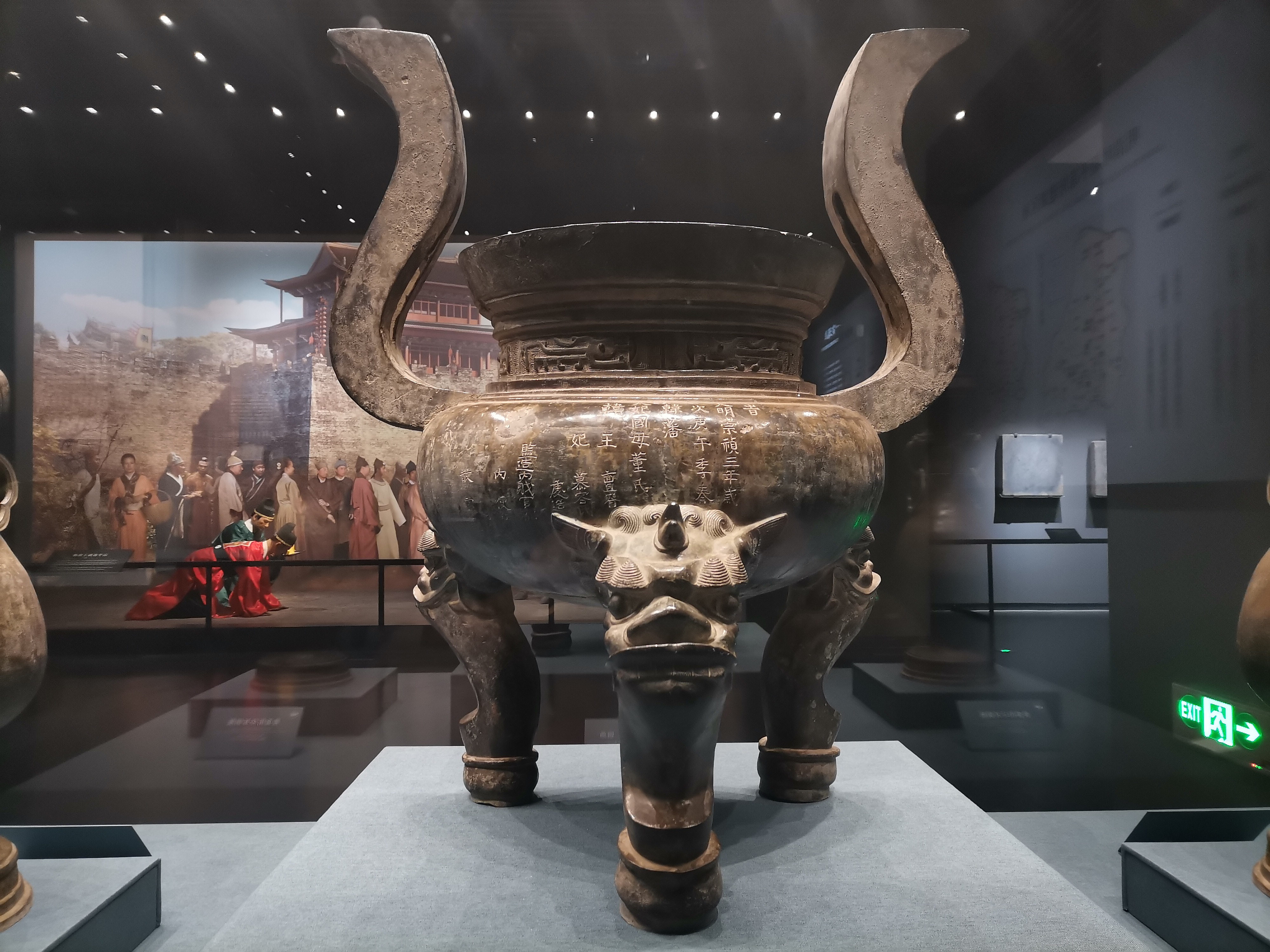
崇禎三年韓王朱亶𡺊造鼎形銅爐（平涼博物館藏）

韓敬王朱亶𡺊（？—1630年代），明朝第十一代韓王，韓端王朱朗錡之曾孫，韓簡王（追封）朱璟浤之孫，韓莊王（追封）朱逵𣏌之子，母妃董氏。

## 生平
萬曆三十四年（1606年），朱亶𡺊的曾祖父韓王朱朗錡去世。萬曆三十六年（1608年），朱亶𡺊的父親韓世孫朱逵𣏌尚未襲爵即去世。萬曆三十八年（1610年），朱亶𡺊封韓世曾孫。萬曆三十九年（1611年）四月，朱亶𡺊襲封韓王。萬曆四十一年（1613年）三月，朝廷追封、改謚其祖父韓敬安世子朱璟浤為韓簡王，父韓溫穆世孫朱逵𣏌為韓莊王。
萬曆四十七年（1619年）十月，朱亶𡺊捐銀一千两以助餉。天啟元年（1621年）七月，朱亶𡺊再次捐銀二千五百两以助餉，受到了明熹宗的褒嘉。天啟三年（1623年），朱亶𡺊之母韓莊王妃董氏因慈節、朱亶𡺊因賢孝受到了明熹宗的旌獎，並受敕建牌坊。天啟五年（1625年）十一月，朱亶𡺊捐銀一千两以助建瑞王府。
朱亶𡺊於何年去世不詳，僅知崇禎三年（1630年）其尚在人世，崇禎十二年（1639年）其子朱韶䐾已襲爵。朱亶𡺊去世後，獲謚敬，葬於平涼府城東南九里处。

## 家庭
- 妻：韓王妃慕容氏，萬曆四十五年（1617年）冊封[13]
- 子：韓王朱韶䐾